# Alyssum
- Commons
- Wikispecies

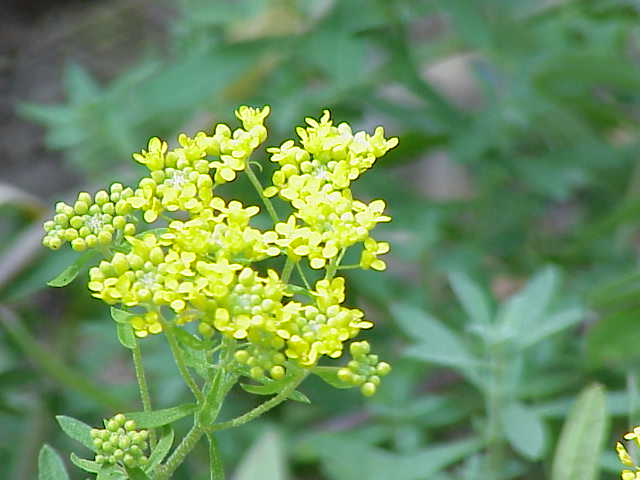
Alyssum murale

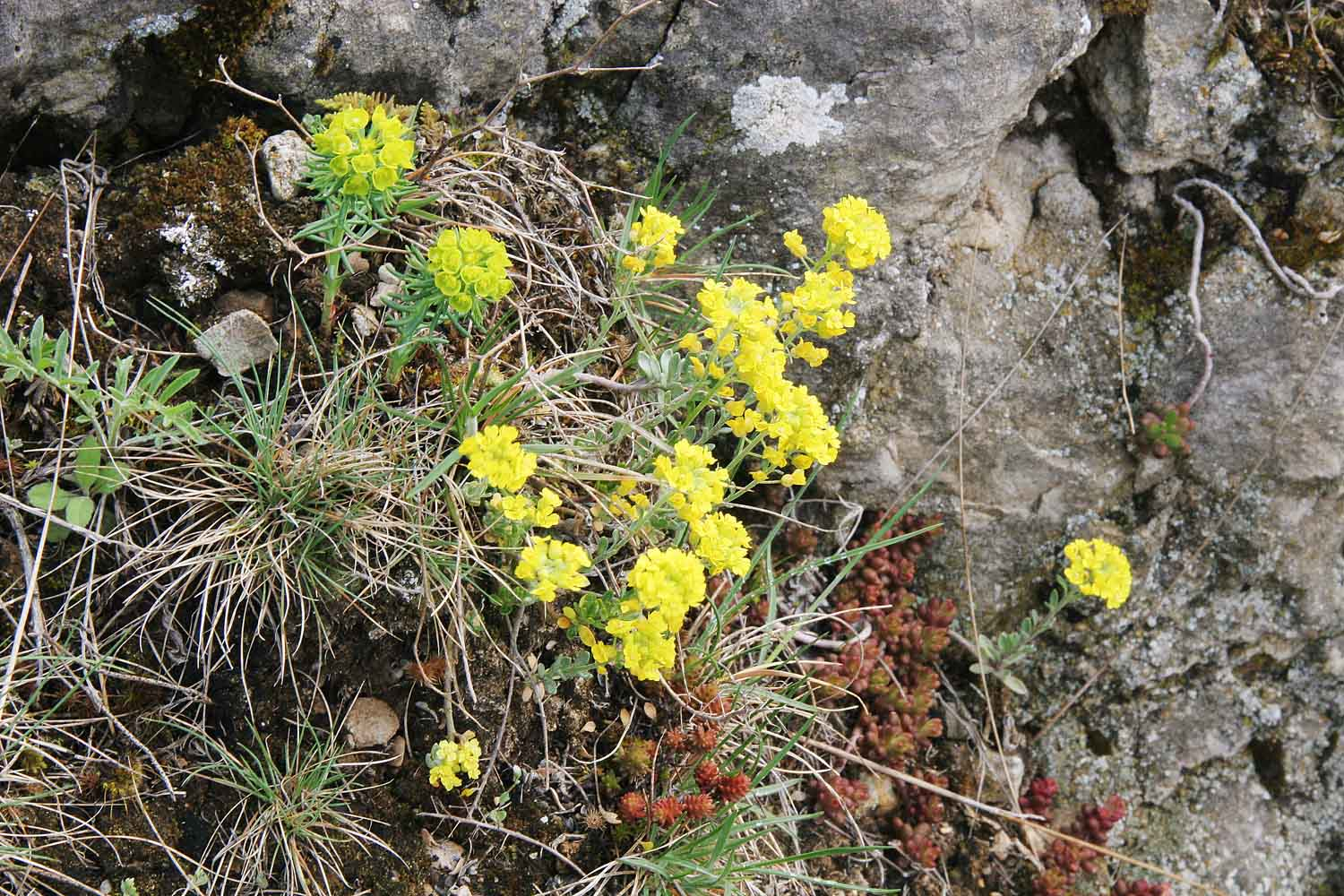
Alyssum montanum

Alyssum L. é um género botânico de espécies essencialmente mediterrânicas da famíilia das brassicáceas. Algumas são consideradas ervas daninhas, outras podem ter efeito ornamental. Caracterizam-se por terem flores brancas ou amarelas dispostas abundantemente em rácimos, o que as tornam particularmente usadas em jardins. 

## Descrição
Por muito tempo acreditou-se que o Alyssum (ou erva-da-loucura, como este gênero botânico também é conhecido) tinha propriedades medicinais capazes de proteger as pessoas da insanidade. Tal crença se reflete na construção etimológica do nome, cujas raízes remontam ao léxico grego. A partir da justaposição entre o prefixo a (que designa contrariedade, ausência ou negação) e o sufixo lyssum (loucura) depreende-se que estas plantas foram utilizadas como forma de tratamento para problemas mentais .

## Sinonímia
| - Hormathophylla Cullen et T.R. Dudley - Ptilotrichum C.A. Mey. - Meniocus Desv. | - Psilonema C.A. Mey. - Triplopetalum Nyar. |

## Espécies
Entre as cerca de 150 espécies, as principais são:
- Alyssum alyssoides L.
  - o mesmo que Alyssum calycinum L.
- Alyssum desertorum Stapf
- Alyssum turkestanicum auct. non Regel & Schmalh.
- Alyssum minus L. Rothm.
  - o mesmo que Alyssum parviflorum =  Alyssum simplex = Alyssum strigosum Banks & Soland.
- Alyssum montanum
- Alyssum murale Waldst. & Kit.
- Alyssum obovatum
  - o mesmo que Alyssum americanum Greene
- Alyssum szovitsianum Fisch. & C.A. Mey.
- Alyssum petraeum Ard.
  - o mesmo que Aurinia petraea (Ard.) Schur
- Alyssum rostratum
- Alyssum saxatile L.
  - o mesmo que Aurinia saxatilis L. Desv.
- Alyssum serpyllifolium
- Alyssum spinosum
- Alyssum incanum L.
  - o mesmo que Berteroa incana L.
- Alyssum wulfenianum
- Alyssum mutabile Vent.
  - o mesmo que Berteroa mutabilis Vent.
- Alyssum maritimum L.
  - o mesmo que Lobularia maritima L.
- Lista completa

## Classificação lineana do gênero
| Sistema | Classificação                         | Referência               |
| ------- | ------------------------------------- | ------------------------ |
| Linné   | Classe Tetradynamia, ordem Siliculosa | Species plantarum (1753) |